# Catching the Sun (film)
 (août 2022).
Catching the Sun est un film documentaire de 2015 sur la croissance de l'industrie de l'énergie solaire diffusé sur Netflix à partir d'avril 2016. Réalisé par Shalini Kantayya (en), le film présente des portraits de diverses personnalités et leurs rôles dans la transition vers l'énergie solaire (en). Des chômeurs à Richmond, en Californie, des hommes d'affaires en Chine, des militants du Tea Party et un éventuel conseiller de la Maison-Blanche sont tous présentés dans le film. Le film démystifie un faux dilemme selon lequel l'énergie propre nécessite de sacrifier la prospérité économique.

## Synopsis
Le film commence par l'incendie de la raffinerie Chevron de 2012 à Richmond, en Californie, et met en contraste les possibilités pour Richmond d'un secteur énergétique basé sur l'installation solaire par rapport à la pollution continue et à la stagnation économique d'une industrie énergétique enracinée dans la raffinerie de pétrole. Le film apporte une brève histoire de la technologie solaire aux États-Unis, et la route non empruntée lorsque, le premier jour de son mandat, Ronald Reagan a retiré les panneaux solaires que Jimmy Carter avait placés sur la Maison Blanche et a abandonné les politiques visant à poursuivre le développement solaire.
Le film présente des chômeurs du nord de la Californie recevant une formation professionnelle de Solar Richmond pour travailler dans le domaine émergent de l'installation solaire. Van Jones figure en bonne place dans le documentaire, qui dépeint ses premiers travaux dans Green for All, le déménagement de sa famille d'Oakland à Washington DC pour profiter d'une offre d'emploi à la Maison Blanche, et la démission ultérieure de Jones face aux attaques soutenues des médias conservateurs.
La conservatrice Debbie Dooley d'Atlanta, en Géorgie, rejette une division idéologique entre la gauche et la droite sur l'énergie propre. Par l'intermédiaire de son organisation, les conservateurs pour la liberté de l'énergie, elle plaide pour l'énergie propre en brisant les barrières qui favorisent l'industrie de l'énergie en place et restreignent un véritable marché libre.
Alors que l'impasse idéologique pèse sur la politique énergétique américaine, d'autres pays vont de l'avant. Un profil sur Zhongwei Jiang, un entrepreneur chinois basé à Wuxi, en Chine, donne une perspective sur la croissance solaire en Allemagne, en Inde et en Chine. Jiang, qui a grandi sans électricité jusqu'à l'âge de sept ans, a fondé la société solaire WesTech en 2003. Jiang dirige désormais une entreprise internationale de produits solaires et rêve d'une "ville solaire" au Texas.

## Direction
Le film est le premier documentaire de Shalini Kantayya, éco-activiste et cinéaste d'origine indienne et basée à Brooklyn,. Shalini Kantayya a connu une percée dans sa carrière lorsqu'elle est devenue finaliste de l'émission de télé-réalité 2007 On the Lot.

## Sortie
Le film a fait ses débuts au Festival du film de LA 2015 et a eu une sortie en salles limitée aux États-Unis au printemps 2016. Catching the Sun a fait ses débuts publics lors du Jour de la Terre 2016 sur Netflix.